# Dorino I Gattilusio

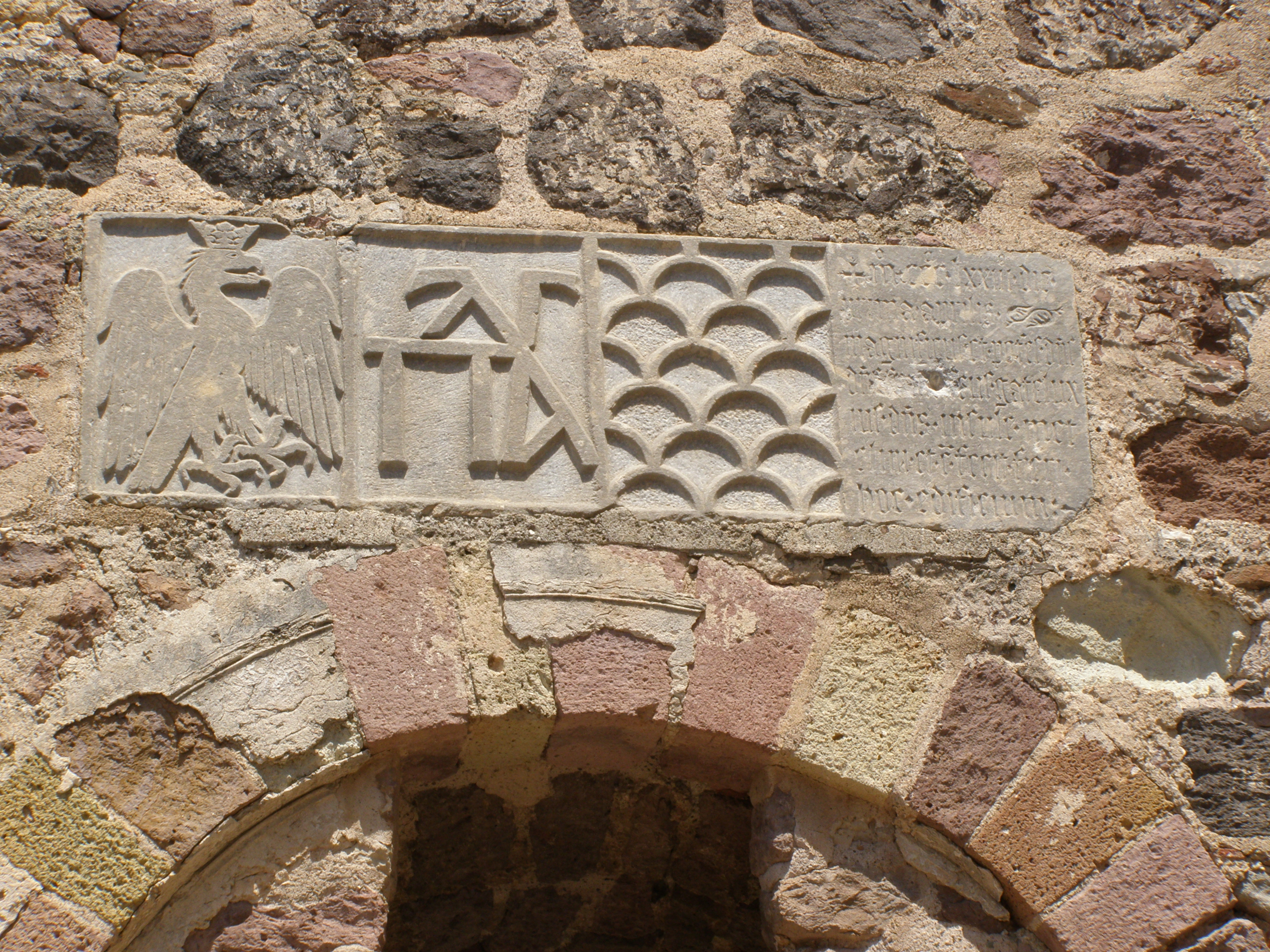
Relieve en el castillo de Mitilene, que muestra el águila de la familia Doria (extremo izquierdo), el símbolo familiar de los Paleólogos (centro izquierda) y el escudo de armas de los Gattilusi (centro derecha).

Dorino Gattilusio (fallecido el 30 de junio de 1455) fue el cuarto señor de Lesbos desde 1428 hasta su muerte. Pertenecía a la familia genovesa Gattilusio. Gobernó Lesbos en un momento de creciente poder otomano, y sus últimos años estuvieron preocupados por mantener cierta independencia.

## Biografía
Fue el segundo hijo de Francesco II Gattilusio y Valentina Doria. Dorino sucedió a su hermano mayor Jacopo Gattilusio en 1428. Antes de eso, había sido gobernador de Focea durante varios años, al menos desde 1423-1424. Poco después de asumir el control de Lesbos, informó a Génova que deseaba formar parte de su tratado de 1428 con Alfonso V de Aragón. Esto llevó a su participación en la guerra genovesa con Venecia en los siguientes años.
Alrededor de 1438, aparentemente a través de los esfuerzos de la emperatriz bizantina María, la hija de Dorino, llamada también María, se casó con Alejandro Comneno, el déspota exiliado de Trebisonda, conduciendo por lo tanto a Dorino a la política de ese estado del Ponto. Según Pedro Tafur, quien se encontró con el exiliado en Mitilene en su viaje de regreso a casa, Alejandro «estaba preparando barcos para partir hacia Trebisonda contra su hermano» Juan IV. Tafur hizo saber a Dorino y a Alejandro que Juan había concluido una alianza con «el turco», que había sido sellado con el matrimonio de Juan con «la hija de un turco», y que sería perjudicial para todos hacer la guerra. Los archivos genoveses contienen una copia de una carta escrita el 10 de marzo de 1438 a Dorino Gattilusio, en la que le instaban a hacer lo que pudiera para traer la paz entre Alejandro y su hermano, y que contenía una oferta de pensión a Alejandro si abandonaba sus planes lo que le permitiría vivir donde quisiera, Mitilene o Constantinopla. La República de Génova tenía intereses comerciales en Trebisonda que podrían verse perjudicados en una guerra civil entre los hermanos.
Durante su mandato como señor de Lesbos, el castillo de Kokkinos en Lemnos y la isla de Tasos quedaron bajo su control. Sin embargo, Dorino estaba postrado en cama desde 1449 en adelante y su hijo Domenico manejó los asuntos de su reino en su nombre.
Tras la caída de Constantinopla, la hegemonía otomana en el Egeo aumentó sin control. Cuando el almirante turco Hamza fondeó frente a Lesbos en junio de 1455, camino a Rodas, su hijo Domenico pensó que era un sabio movimiento diplomático enviar su agente, el historiador Ducas, al dignatario con hermosos regalos de «prendas de seda, ocho tejidos hechos de lana, seis mil monedas de plata, veinte bueyes, cincuenta ovejas, más de ochocientas medidas de vino, dos medidas de galletas, una medida de pan, más de mil litros de queso y fruta sin medida», así como obsequios para los miembros del personal del almirante. Dorino murió poco después de esta visita.

## Descendencia
Dorino se casó con Orietta Doria. Orietta ganó fama en 1450 cuando lideró a los habitantes de Metimna en Lesbos para rechazar un ataque turco en Lesbos. Tuvieron seis hijos conocidos:
- Francesco III Gattilusio, señor de Tasos. Se casó con una hija de su tío paterno Palamedes de Eno.
- Domenico de Lesbos. Reinó desde 1455 hasta 1458.
- Niccolò de Lesbos. Reinó desde 1458 hasta 1462.
- Ginevra Gattilusio. Se casó en 1444 con Jacobo II Crispo del Ducado de Naxos.
- Caterina Gattilusio (m. 1442). Se casó con Constantino XI Paleólogo, último emperador bizantino.
- María Gattilusio. Se casó con Alejandro Comneno, hijo y coemperador de Alejo IV de Trebisonda.